# Philip Wilson Steer
Philip Wilson Steer, OM (28 de diciembre de 1860 - 18 de marzo de 1942) fue un pintor inglés. 

## Primeros años
Philip Wilson Steer nació en Birkenhead, hijo del pintor de retratos Philip Steer (1810-1871). En 1878, después de descubrir que los requisitos para ingresar al Servicio Civil eran demasiado estrictos, decidió ser artista. 

## Estudios
A los dieciocho años de edad, ingresó en la Escuela de Arte de Gloucester y más tarde, entre 1880 y 1881, en la Escuela de Arte de South Kensington.
Fue rechazado por la Royal Academy of Art, por lo que continuó estudiando en París entre 1882 y 1884. Asistió a la Académie Julian, y luego a la École des Beaux Arts bajo la tutela de Cabanel. Allí se convirtió en uno de los pocos ingleses impresionistas. 

## Carrera
Es famoso por sus paisajes, tales como The Beach at Walberswick (1890; Tate Gallery, Londres). Fue líder (junto a Walter Sickert) del movimiento impresionista inglés y fue uno de los fundadores del New English Art Club en 1886. 
Durante la Primera Guerra Mundial, Lord Beaverbrook, el ministro de Información, lo reclutó para que realizase pinturas para la Marina Real. Su autorretrato se encuentra en la colección de la Galería Uffizi en Florencia. 
Fue tutor de varios artistas, entre los que se encuentra Anna Airy, una artista de grabados. Falleció en Londres, en 1942.